# Naval Aircraft Factory SBN
Pour les articles homonymes, voir SBN.
Le Naval Aircraft Factory SBN (SB pour Scout Bomber et N désignant le fabricant NAF) était un bombardier-torpilleur biplace monoplan conçu par la Brewster Aeronautical Corporation (en) mais construit sous licence par la Naval Aircraft Factory.

## Conception & développement
En 1934, le BuAer (Bureau of Aeronautics) de l'United States Navy mit en place un appel d'offres pour un bombardier en piqué monoplan. La jeune société Brewster, basée à Long Island (New York), remporta le marché avec sa proposition XSBA-1, le 15 octobre 1934 face au XSB2U-1 de Vought et au XBT-1 de Northrop. Le prototype vola pour la première fois le 15 avril 1936, et fut livré à la Navy pour tests.
Le XSBA-1 était un monoplan à ailes médianes possédant un train d'atterrissage repris du chasseur Brewster F2A Buffalo, des ailes non repliables mais pourvues d'aérofreins perforés avec des trous en forme de croix de Malte au lieu des circulaires habituels, et une soute à bombe. À sa sortie d'usine, les deux membres d'équipage étaient installés sous deux verrières séparées, très basses sur le fuselage.
Les premiers tests révélèrent des problèmes mineurs nécessitant un retour à l'usine mais le XSBA-1 était lors de son premier vol le bombardier en piqué le plus rapide au monde avec une vitesse de 389 km/h. De retour en 1937, avec l'adoption d'un moteur plus puissant Wright XR-1820-22, d'une hélice tripale Hamilton à pas variable, d'un aérodynamisme amélioré (verrière surélevée) le prototype dépassa les 423 km/h.
À cause de son planning de production chargé sur son F2A Buffalo et de chaînes de production sous-dimensionnées, la compagnie n'était pas en mesure de produire en masse ce nouvel appareil. De ce fait, la Navy acquit la licence pour produire elle-même ses appareils via sa Naval Aircraft Factory basé à Philadelphie (Pennsylvanie). En septembre 1938, l'USN passa une commande de 30 appareils. En raison de divers problèmes, la NAF ne put livrer son premier appareil de série, désigné SBN , avant 1941. La livraison des appareils restants s'étala de juin 1941 à mars 1942.

## En service actif
Obsolète avant d'entrer en service en 1941, les SBN servirent brièvement avec le squadron BT-3 basé sur le USS Saratoga et furent finalement relégués pour les essais d'appontages avec le VT-8 du USS Hornet et comme avions d'entraînement. Ce type d'appareil fut retiré du service actif en août 1942 à cause du manque de pièces de rechange.

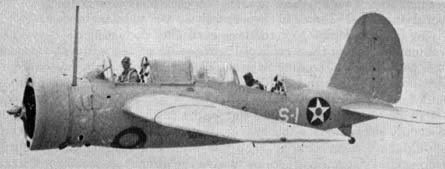
SBN-1 en vol (1941)
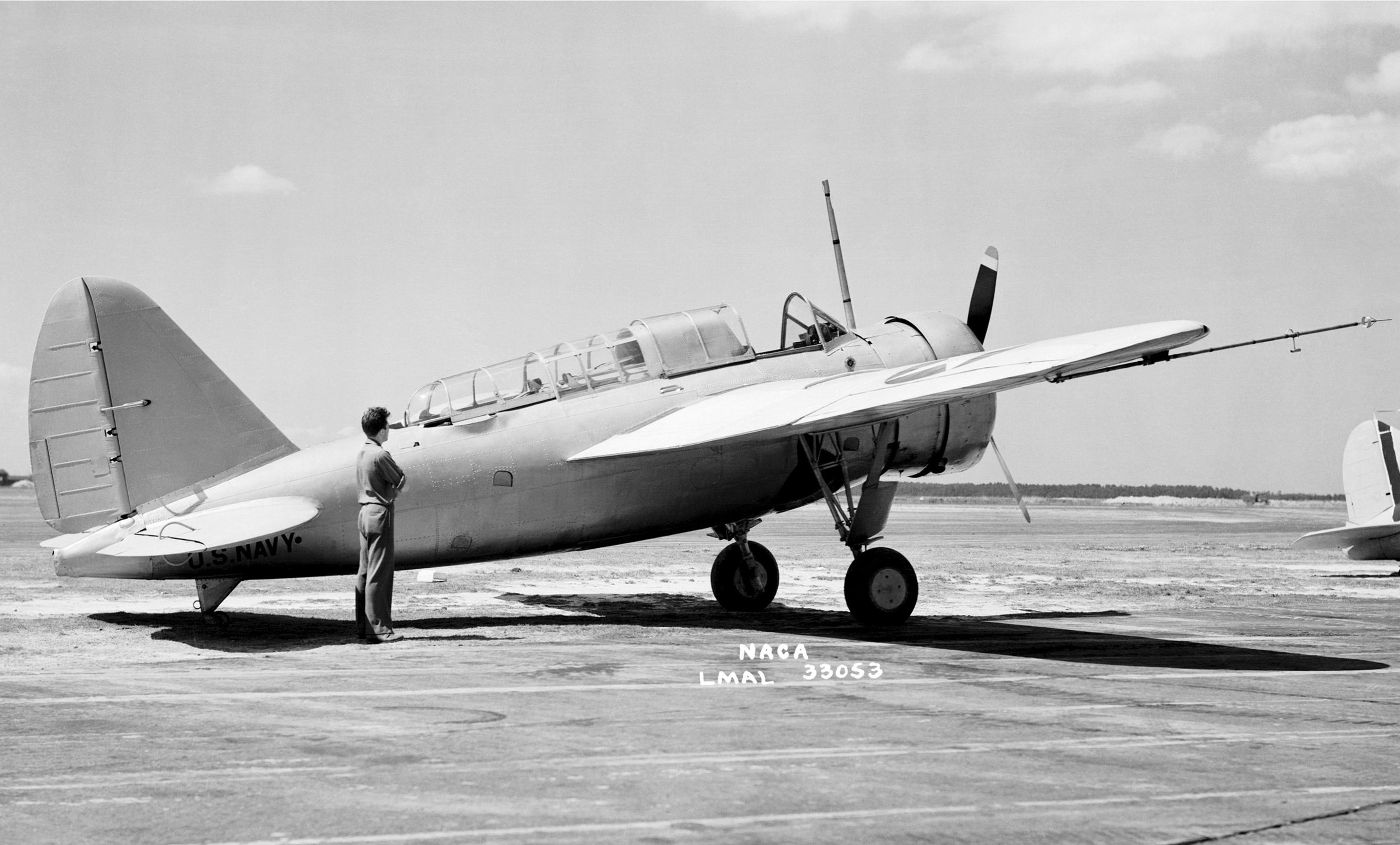
Brewster XSBA-1 au centre de recherche du NACA basé à Langley (Virginie), (17 mai 1943).
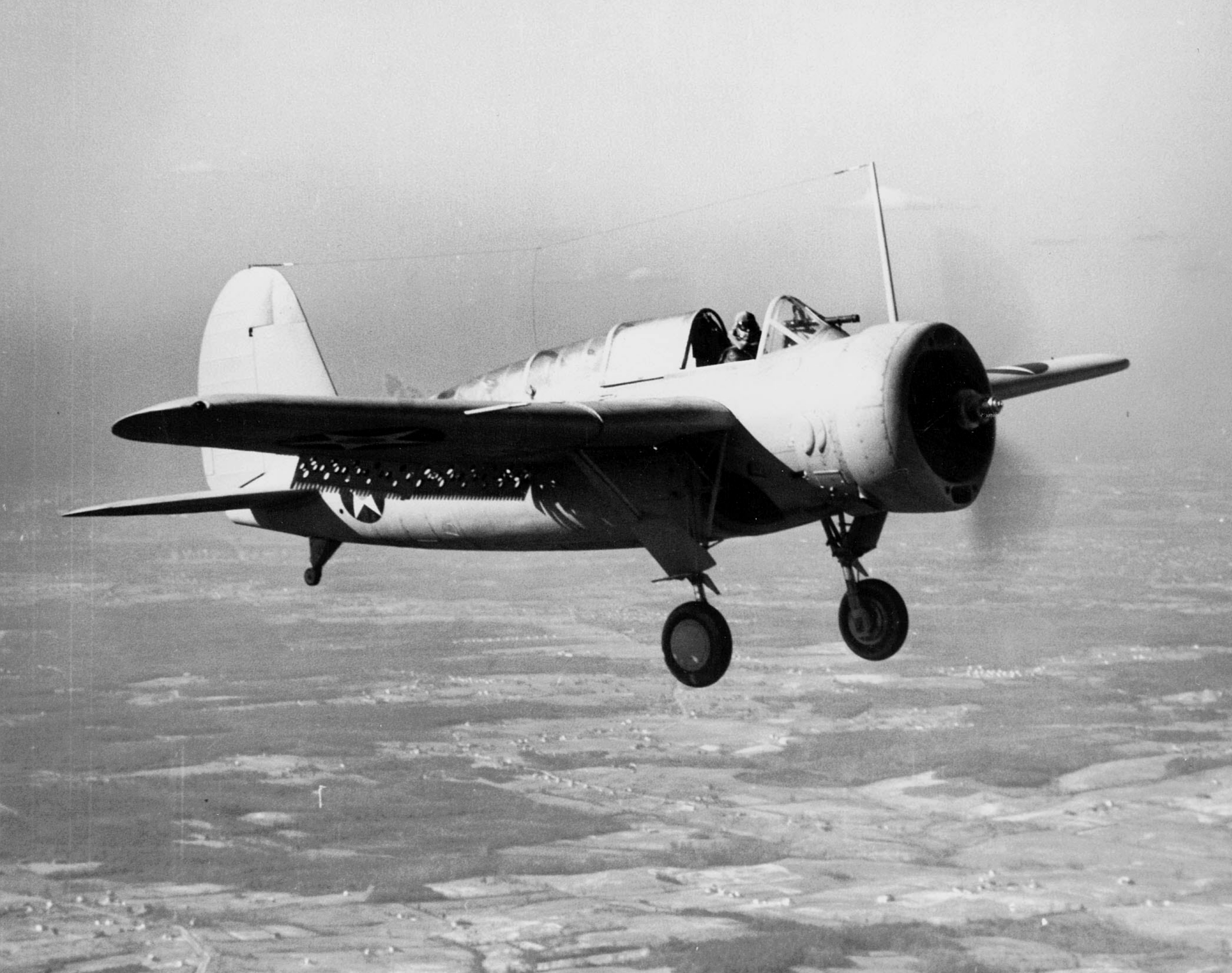
Naval Aircraft Factory SBN-1 du Torpedo Squadron 8 (VT-8) en vol (1941).
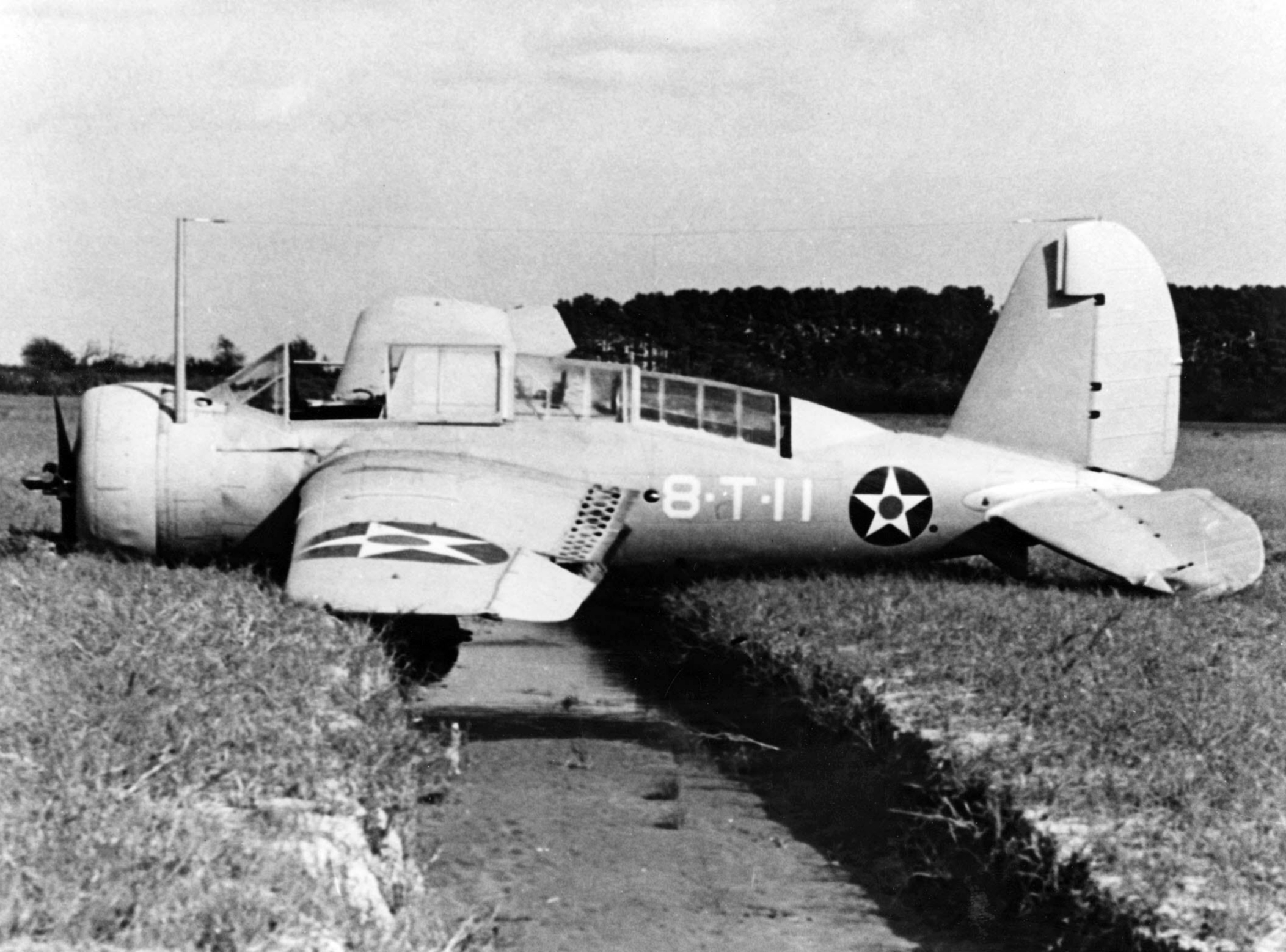
SBN-1 du VT-8 après un atterrissage forcé sur la Naval Air Station de Hampton Roads (Virginie)(1941).

## Utilisateurs
États-Unis
- United States Navy

## Variantes
XSBA-1
Prototype construit par Brewster, 1 exemplaire.
SBN-1
Version de production sous licence par la Naval Aircraft Factory, 30 exemplaires.

### Développement lié
Brewster SB2A Buccaneer